# Jarebice (Tutin)
Jarebice (Servisch cyrillisch Јаребице) is een plaats in de Servische gemeente Tutin. De plaats telt 215 inwoners (2002).